# Malina tekszla
Malina tekszla, tekszla, jeżyna arktyczna (Rubus arcticus L.) – gatunek krzewu z rodziny różowatych występujący na północnych obszarach Azji, Europy i Ameryki Północnej. 

## Zastosowanie
Jej owoce są w Skandynawii bardzo poszukiwane, uważane za miejscowy przysmak i używane do sporządzania przetworów, dżemów, likierów itp. 

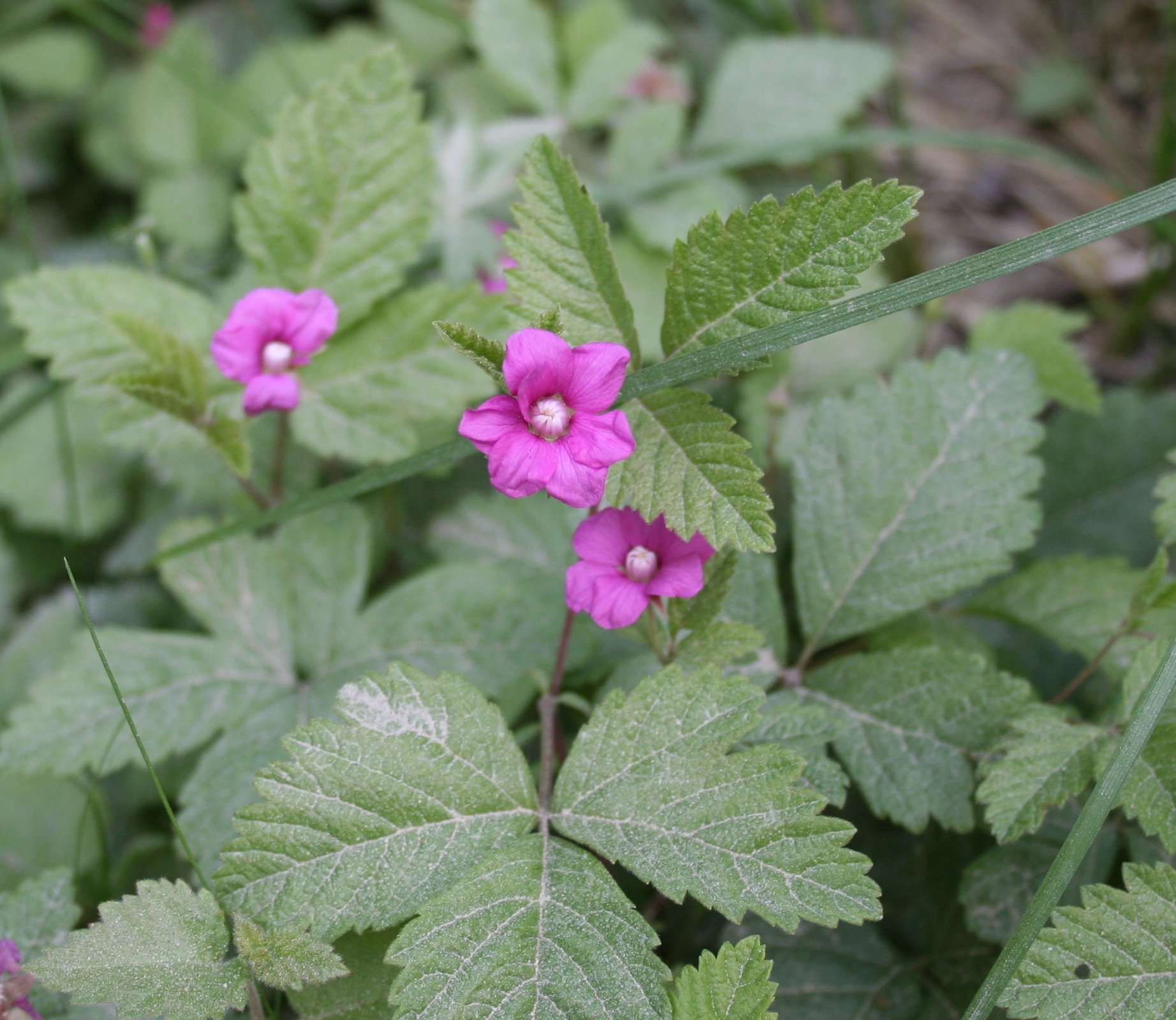
Pokrój
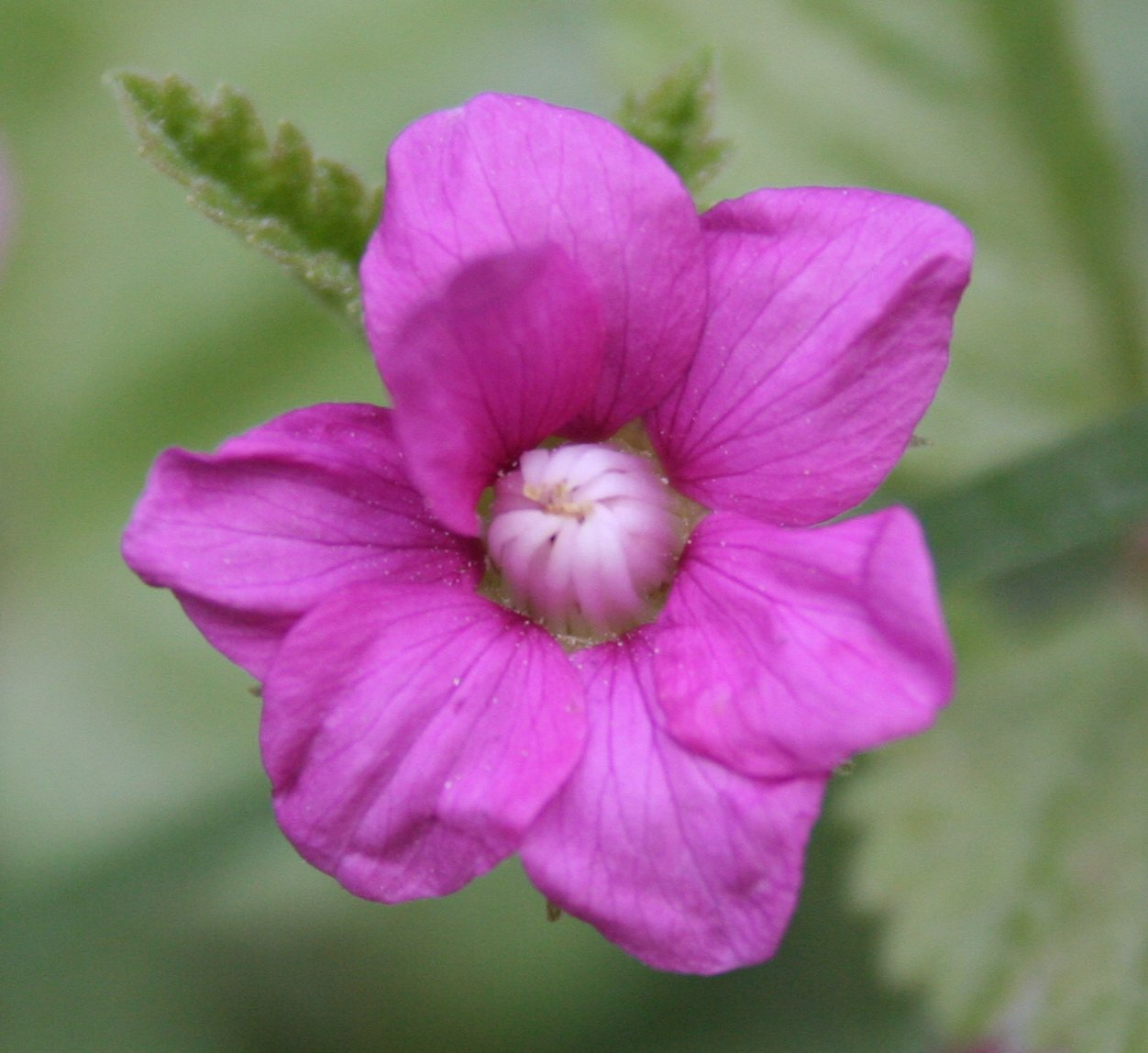
Kwiat
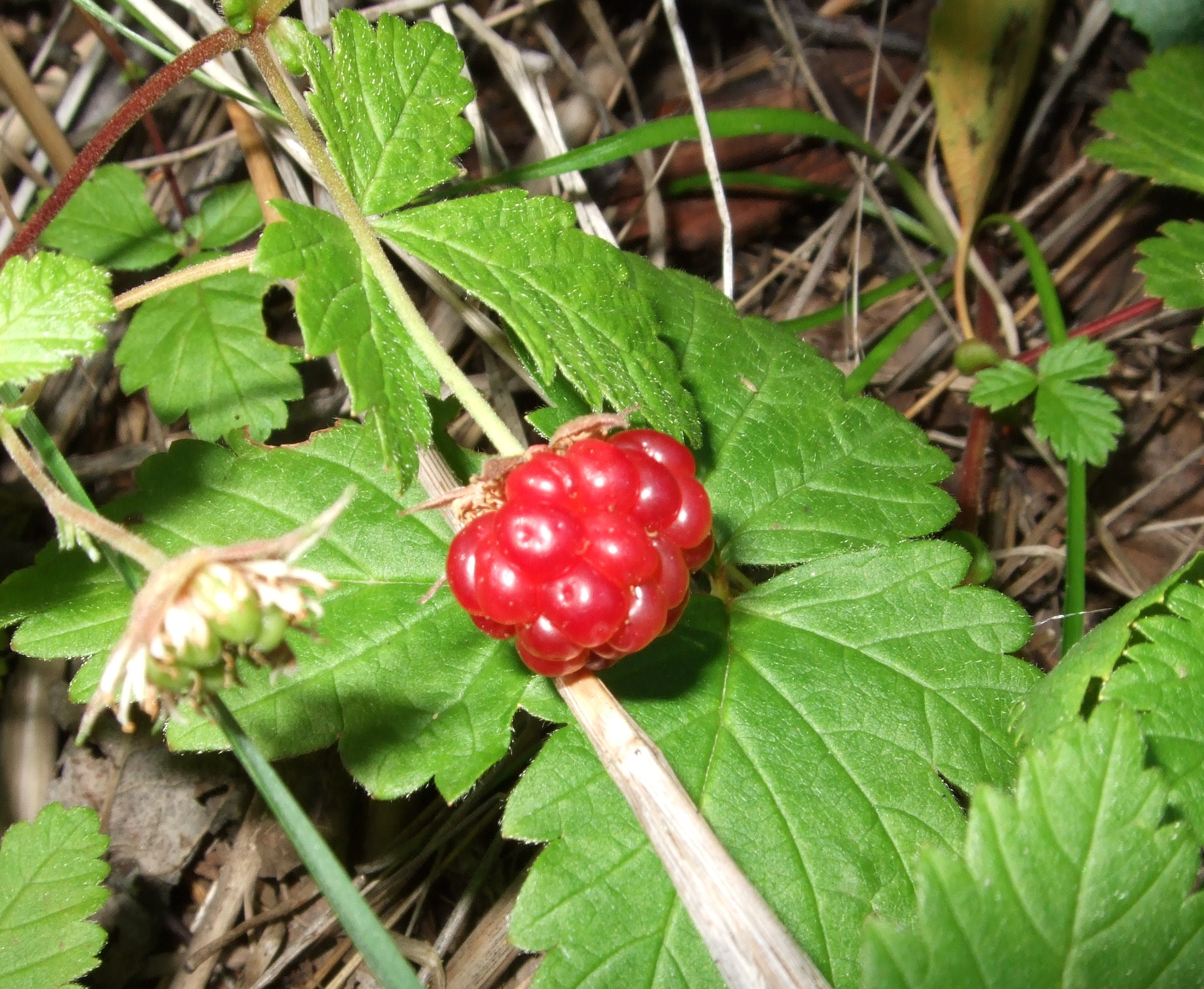
Owoc